# Stößel

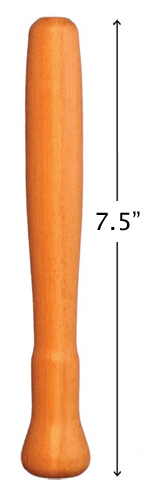
Caipirinha-Stößel aus Holz. Die Länge von 7,5 Zoll entspricht knapp 20 cm.

Ein Stößel ist ein seit der Vorgeschichte bekanntes Werkzeug zum Zerdrücken und Zerstoßen beispielsweise von Pflanzenteilen, Kräutern oder Gewürzen in einem Gefäß, zum Beispiel einem Mörser. Im Vergleich zu einem Pistill ist ein Stößel meist schwerer und massiver, zudem muss seine Wölbung nicht zur Wölbung der Arbeitsfläche passen, wie es bei einer Reibschale erforderlich ist.

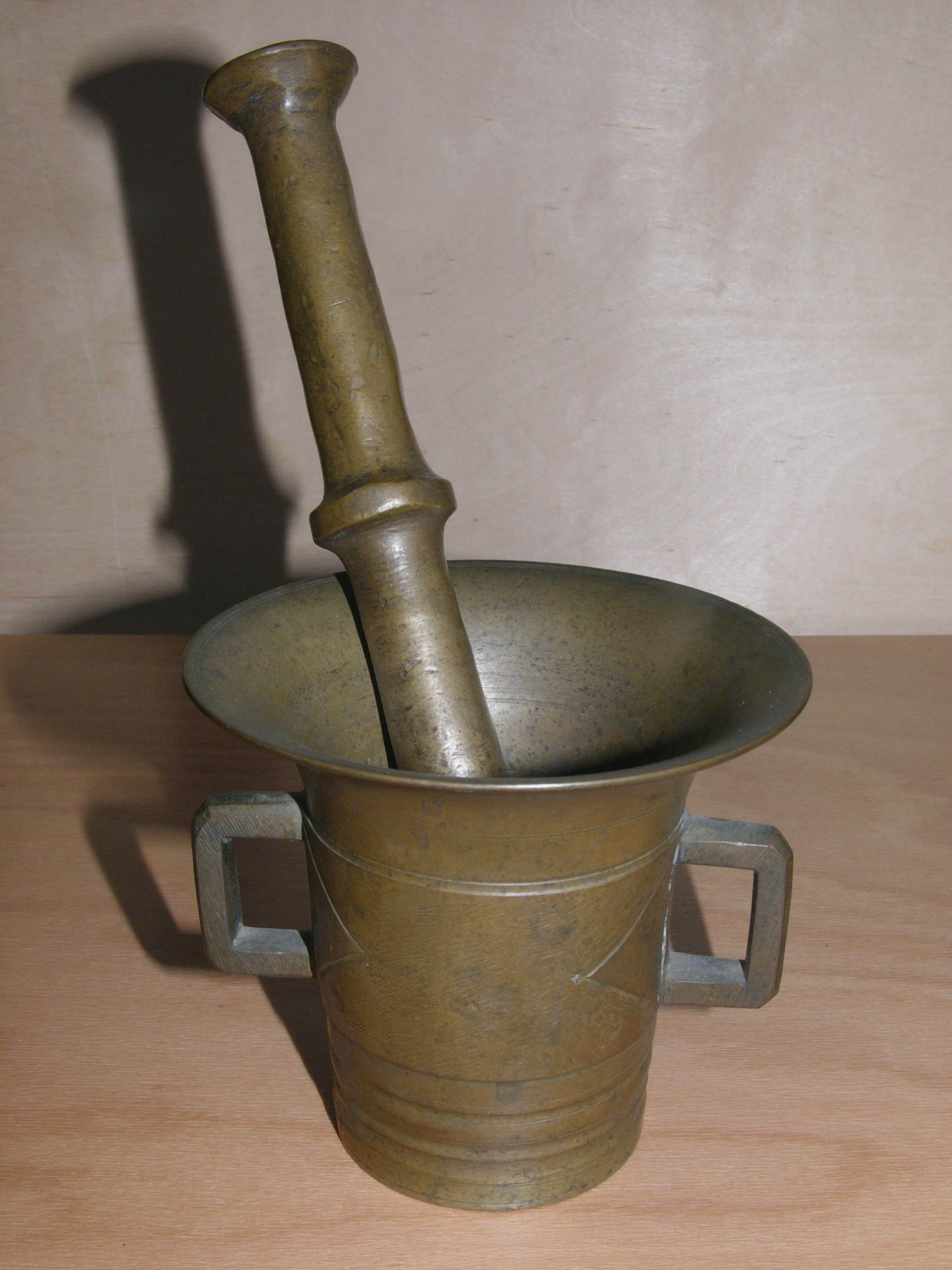
Stößel und Mörser aus Bronze

In der Pharmazie werden seit Jahrhunderten Mörser und Stößel genutzt, um zum Beispiel Arzneidrogen mit ätherischen Ölen zu zerstoßen.
In der Bar werden Stößel (engl. muddler) bei der Zubereitung von Cocktails eingesetzt, um Früchte, Kräuter oder Gewürze im Cocktail-Shaker, dem Rührglas oder dem Becherglas (Tumbler), in welchem der Drink auch serviert wird, zu zerdrücken und so den darin enthaltenen Saft oder ätherische Öle beispielsweise von Zitrusschalen oder Minze freizusetzen. Barstößel gibt es aus Holz, Metall oder Kunststoff und mit glatter und geriffelter Reibefläche; sie sind meist ungefähr 20 cm lang. Holzstößel, wie sie oft bei der Zubereitung von Caipirinha eingesetzt werden, haben im Vergleich zu Stößeln aus Metall oder Kunststoff den Nachteil, die Aromen der Limettenschale anzunehmen. Zudem wird die Schale der Früchte durch ihre gitterartig geriffelte Reibefläche zerstört, so dass nicht nur ätherische Öle, sondern auch Bitterstoffe aus der Schale in den Drink gelangen. Barlöffel haben oft am Ende des Löffelstiels eine kleine Reibefläche und können damit ebenfalls als Stößel eingesetzt werden, beispielsweise um Würfelzucker oder Kräuter zu zerdrücken.